# Nakany Kanté
Nakany Kanté (Siguiri, Guinea, 1992) és una cantant guineana que ha fet bona part de la seva carrera artística a Catalunya.
La seva família forma part de l'ètnia dels malinké. Des de petita pidolava amb la seva mare al carrer de Siguirí, a prop de Mali. De petita ja li agradava cantar i ballar, sempre ho ha fet en llengua malinké o en sussu / soussou.
Quan tenia 12 anys va anar a viure a Conakry, la capital del país. Allà va conèixer el seu marit, el percussionista de Sabadell Daniel Aguilar. Compon des dels vuit anys, però és quan es va instal·lar a Sabadell o Barcelona el 2009 que el seu talent va aflorar. A Espanya va començar la seva trajectòria artística amb el grup barceloní de música d'Àfrica Occidental, Kenkeliba, i va col·laborar amb el grup malià barceloní Banan Kaló de música wassulú, el francès Adiaratou Diabaté i el mestre guineà Koungbana Condé. El 2011 va participar en el projecte de visibilització d'artistes africans a Catalunya, Afroesfera, que es traduí en l'exposició 'Afromúsiques' amb els artistes africans més representatius que viuen aquí.
El 2012 va participar en el cicle de concerts Diversons, música per la integració. El seu primer disc, del 2014, portava per nom Saramaya. També ha fet el disc Naka (2016) i Barra (2017), tot i que aquest últim sembla que és pirata. El 2020, va treure el seu tercer / quart àlbum, De Conakry a Barcelone.
Admira Salif Keïta, Fatoumata Diawara, Angélique Kidjo, Rosario, Azaya, Marga Mbande i Ebra. Les seves lletres són sobre nens abandonats o la desigualtat de les dones, entre altres coses.
El 2019 va actuar al Black Music Festival de Girona, i el 2020 al Mercat de Música Viva de Vic,. Surt al documental sobre Idrissa Diallo: Idrissa. Crònica d'una mort qualsevol, de Xavier Artigas i Xapo Ortega (2018).

## Discs
- Saramaya (Slow Walk Music, Barcelona, 2014)
- Naka (Slow Walk Music, Barcelona, 2016)
- Barra (2017) - no oficial i pirata que agafa temes d'anteriors àlbums...
- De Conakry a Barcelone (Kasba Music, Barcelona, 2020)